# Медж Еванс
Маргарита (Медж) Еванс (англ. Madge Evans; 1 липня 1909 — 26 квітня 1981) — американська акторка та модель.

## Біографія
Маргарита Еванс народилася 1 липня 1909 року у Нью-Йорку. Дитинство проходило на знімальних майданчиках. Вона почала зніматися із чотирьох років. До цього часто була дитиною-моделлю на різних показах.

## Кар'єра
Сценарії деяких фільмів були написані спеціально для неї. У тому числі «Маленька герцогиня», «Пригоди Керол», «Потрібно: мати». У фільмі «Материнство» з Еліс Брейді у головній ролі, Медж зіграла малу Констанс. У сім років вже зривала овації публіки. У період з 1914 по 1921 Еванс знялася в 36 фільмах. Але ролі ставали все менш помітними, і Медж Еванс на якийсь час покинула кіно.
В 1926 17-річна Еванс випробувала свої сили в театрі. Її першою виставою стала комедія «Daisy Mayme» за сценарієм Джорджа Келлі. Потім були ролі в постановках «Маркіз», де її партнерами по сцені стали Артур Байрон, Біллі Берк, і «Our Betters» з Іною Клер.
У 1927 Еванс повернулася до Голлівуду і підписала контракт із «Metro-Goldwyn-Mayer». 1930 року знялася у кількох короткометражках. Потім отримала головну роль у фільмі «Син Індії». Головну чоловічу роль виконав Рамон Новарро. У наступному фільмі Sporting Blood про небезпеку нечесних ставок на стрибках її партнером став Кларк Ґейбл. На початку 1931 три місяці грала на сцені театру «Biltmore Theatre». Вона була задіяна в ролі Синтії в комедії «Philip Goes Forth».
Серед кіноробіт того періоду виділяються ролі Енн у драмі «Захід Бродвею», Клер Бідвелл у комедії «Зроблено на Бродвеї» та Джоан Стендіш у військовій мелодрамі «Пекло нижче».
У мюзиклі «Пенні з неба» (1936) Медж Еванс знімається разом із зірками джазу Бінгом Кросбі та Луї Армстронгом. У фільмі з витонченим гумором показано соціальну драму: ув'язнений, засуджений до страти, просить співкамерника, який виходить на волю, подбати про дочку вбитої ним людини. Еванс зіграла працівницю соціальної служби, яка має визначити дитину у нову родину.
Партнерами Медж на знімальному майданчику в різні часи були Джон Гілберт, Джеймс Кегні, Спенсер Трейсі, Фред Макмюррей.
У кіно знімалася до 1938 року. Останніми її фільмами на великому екрані стали «Грішники в раю» та «Army Girl». 
У липні 1939 року Медж Еванс одружилася і залишила кінематограф. У 1940-х вона повернулася до роботи, але вже на телебаченні, відхиляючи численні пропозиції голлівудських режисерів.

## Особисте життя
У Голлівуді ходило багато чуток щодо стосунків Еванс з Гамфрі Богартом, Кларком Гейблом та Рамоном Новарро, попри гомосексуальність останнього.
25 липня 1939 року Медж Еванс одружилася з Сідні Кінгслі, голлівудським сценаристом. Пара придбала 50 акрів у Нью-Джерсі і усамітнилася у цьому маєтку. Чоловік продовжував роботу над сценаріями, а Еванс зрідка знімалася на телебаченні. Подружжя щасливо прожило разом майже 42 роки.
Медж Еванс померла у своєму будинку 26 квітня 1981 року від раку.

## Вибрана фільмографія
- 1916 — Сімнадцятиріччя
- 1932 — Відважні коханці
- 1932 — Ви слухаєте?
- 1933 — Алілуя, я ледар
- 1933 — Бродвей в Голлівуді
- 1933 — Обід о восьмій
- 1934 — Гран-Канарія
- 1935 — Девід Коперфілд